# مسجد سیف‌الدین
مسجد سیف‌الدین مسجدی است که در بافت قدیم شهر گراش و در محلهٔ پاقلعه قرار دارد. قدمت این مسجد حدود ۲۵۰ سال است و در دورهٔ صفویه ساخته شده‌است. مساحت مسجد سیف‌الدین حدود ۲۰۰ متر مربع است و قسمت‌هایی چون حیاط، سالن، شبستان و محراب را شامل می‌شود. این مسجد مناره ندارد. سازهٔ اصلی آن از سنگ و گچ است و سقف آن با تیرهای چوبی که در زبان اچمی «چِئْب و مَئْر» نامیده می‌شود ساخته شده‌است. این مسجد در سال ۱۳۹۸ و با شمارهٔ ثبت ۳۲۵۷۷ در فهرست آثار ملی ایران به ثبت رسیده‌است.
مسجد سیف‌الدین از قدیمی‌ترین مساجد گراش است که توسط شخصی به نام سیف‌الدین ساخته شده‌است. سپس شخص دیگری با نام حاج محمدجعفر، آن را حدود ۱۳۰ سال پیش به شکل امروزی بازسازی کرده‌است.